# Rundlokschuppen Piła

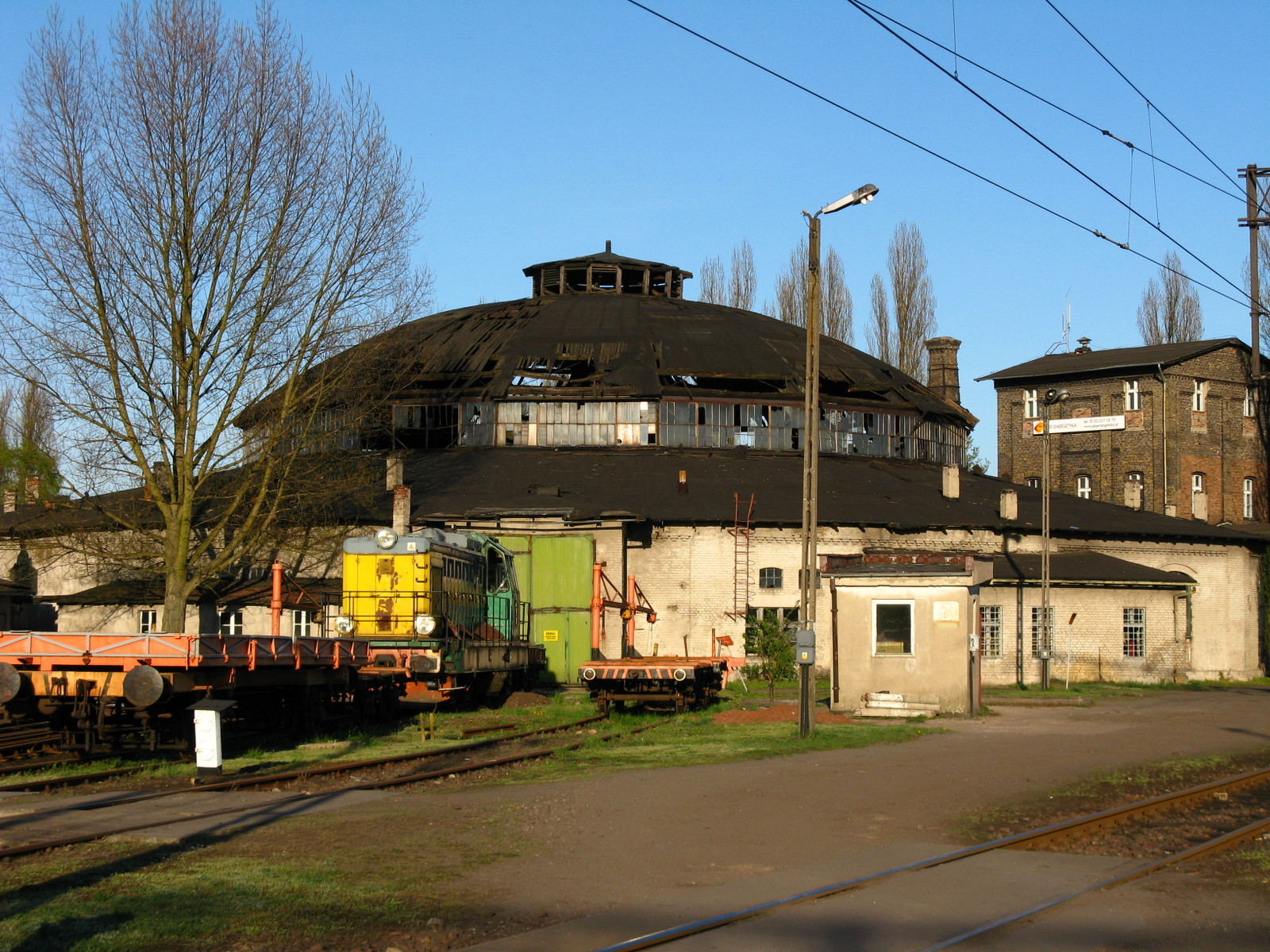
Rundlokschuppen Piła

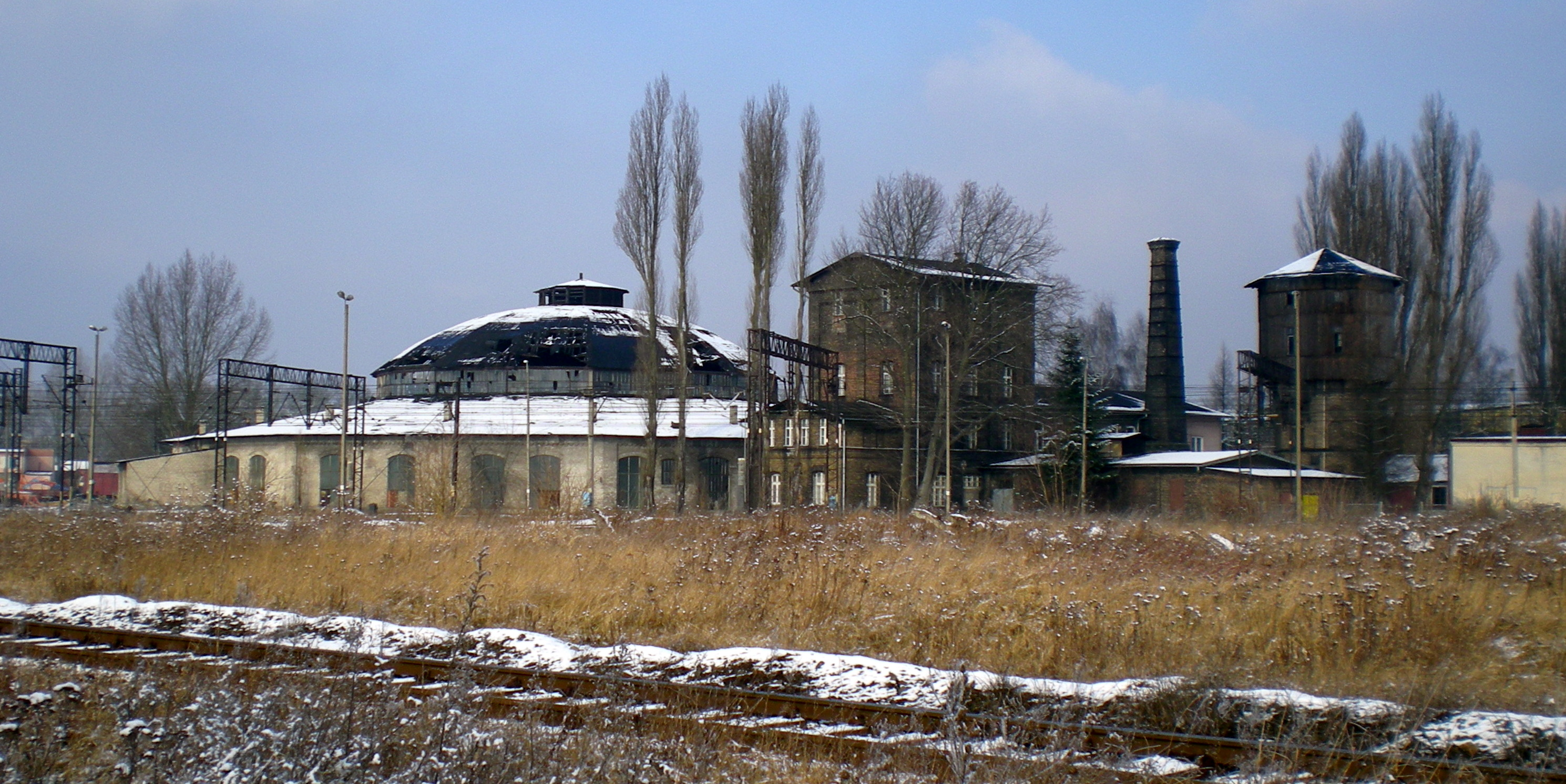
Bahnhofsgelände mit Rundlokschuppen

Der Rundlokschuppen Piła (polnisch Parowozownia Pilska) ist ein Lokschuppen im polnischen Piła. Er wurde zwischen 1870 und 1874 im Rahmen des Ausbaues der lokalen Bahnanlagen der Preußischen Staatseisenbahnen errichtet. Seine damals außergewöhnliche Bauart wurde zum Vorbild bei der Errichtung anderer Lokschuppen in Europa.
Der Lokschuppen wurde in den 1990er Jahren stillgelegt. Der Lokschuppen verfiel. Einige Einwohner Piłas bemühen sich, ihn vor dem Verfall zu retten. Im Jahre 2017 wurde das Dach des Lokschuppens saniert.